# Navis (Tirol)
Navis [naˈfɪs] ist eine Gemeinde mit 2054 Einwohnern (Stand 1. Jänner 2024) im Bezirk Innsbruck-Land in Tirol (Österreich). Die Gemeinde liegt im Gerichtsbezirk Innsbruck. Sie umfasst das ganze Navistal (auch Naviser Tal).

## Geografie

### Geografische Lage
Navis liegt im zehn Kilometer langen Navistal, das bei Matrei östlich vom Wipptal abzweigt und vom Navisbach durchflossen wird.
Das ausgedehnte Gemeindegebiet erstreckt sich von der Sill bis zum 2359 m hohen Klammjoch und dem 2886 m hohen Lizumer Reckner in den Tuxer Alpen. Ein Teil des Gemeindegebiets gehört zum Truppenübungsplatz Lizum Walchen.

### Nachbargemeinden
Nachbargemeinden mit den Nachbartälern des Navistals:
| Matrei am Brenner (Wipptal) | Tulfes, Volders (Voldertal)                 | Wattenberg (Wattental)          |
|                             | Kompassrose, die auf Nachbargemeinden zeigt | Tux (1) (Tuxertal, Bez. Schwaz) |
| Steinach am Brenner         | Schmirn (Schmirntal)                        |                                 |

(1) grenzt am Geier in einem Punkt an

### Gemeindegliederung
Das Gemeindegebiet besteht aus der einzigen Katastralgemeinde Navis und umfasst folgende drei Ortschaften (Einwohner Stand 1. Jänner 2024):
- Außerweg (1014)
- Oberweg (671)
- Unterweg (369)

Zählsprengel sind Navis und St. Kathrein: Der Zählsprengel 000 Navis umfasst das ganze innere Navistal (Ortschaften Unterweg, Oberweg, Teile von Außerweg), gesamt 359 Gebäude. Der Zählsprengel 001 St. Kathrein umfasst die Gemeindeteile im Wipptal und das Äußere Navistal.
| Katastralgemeinden | Ortschaften in der Gemeinde |
| ------------------ | --- |
| Navis (64,14 km²)  | Außerweg (R) Hölltal (R) Mühlen (R) St. Kathrein (R) Oberweg (R) Gänsetrater (R) Grünhöfe (R) Häuserer (ZH) Kerschbaum (Sdlg) Schranzer (R) Unterweg Koatzet (R) Kohlstatt (R) Kopfers (R) Navis (ZH) |
| Legende            | |

| In der Spalte Katastralgemeinden sind sämtliche Katastralgemeinden einer Gemeinde angeführt. In der Klammer ist die jeweilige Fläche in km² angegeben. |
| In der Spalte Ortschaften sind sämtliche von der Statistik Austria erfassten Siedlungen, die auch eine eigene Ortschaftskennziffer aufweisen, angeführt. In der Hierarchieebene derselben Spalte, rechts eingerückt, werden nur Ansiedlungen, die mindestens aus mehreren Häusern bestehen, dargestellt. Die wichtigsten der verwendeten Abkürzungen sind: - M = Hauptort der Gemeinde - Stt = Stadtteil - R = Rotte - W = Weiler - D = Dorf - ZH = Zerstreute Häuser - Sdlg = Siedlung - Hgr = Häusergruppe - E = Einzelgehöft (nur wenn sie eine eigene Ortschaftskennziffer haben) Die komplette Liste der Statistik Austria ist in: Topographische Siedlungskennzeichnung nach STAT Zu beachten ist, dass manche Orte unterschiedliche Schreibweisen haben können. So können sich Katastralgemeinden anders schreiben als gleichnamige Ortschaften bzw. Gemeinden. Quelle: Statistik Austria – |

## Geschichte
Die Herkunft des Ortsnamens ist ungeklärt. Die älteste verschriftlichte Form findet sich in einer lateinischen Besitzbestätigungsurkunde Papst Alexanders III. für das niederbayerische Benediktinerkloster Biburg von 1177 als Nauisse. Der Name wird auf die Ausgangsform *Navisia zurückgeführt, dem vorrömisch *nava (‚Ebene, die von Geländeerhebungen gesäumt ist‘, ‚Tallage‘) zugrunde liegt.
Römische Münzfunde belegen, dass einstmals die Römer in diesem Gebiet angesiedelt waren.
Die vordringenden Bajuwaren nutzten das Tal als Weide-, Alm- und Jagdgebiet, eine dauerhafte Besiedlung erfolgte erst gegen Ende des 13. Jahrhunderts. Größere örtliche Grundherrschaften waren das Kloster Biburg sowie die Herren von Auffenstein. Im 15. und 16. Jahrhundert wurden Kupfer und Silber abgebaut.

### Bevölkerungsentwicklung
EinwohnerJahr60090012001500180021001860189019201950198020102040EinwohnerEinwohnerentwicklung von Navis

## Kultur und Sehenswürdigkeiten

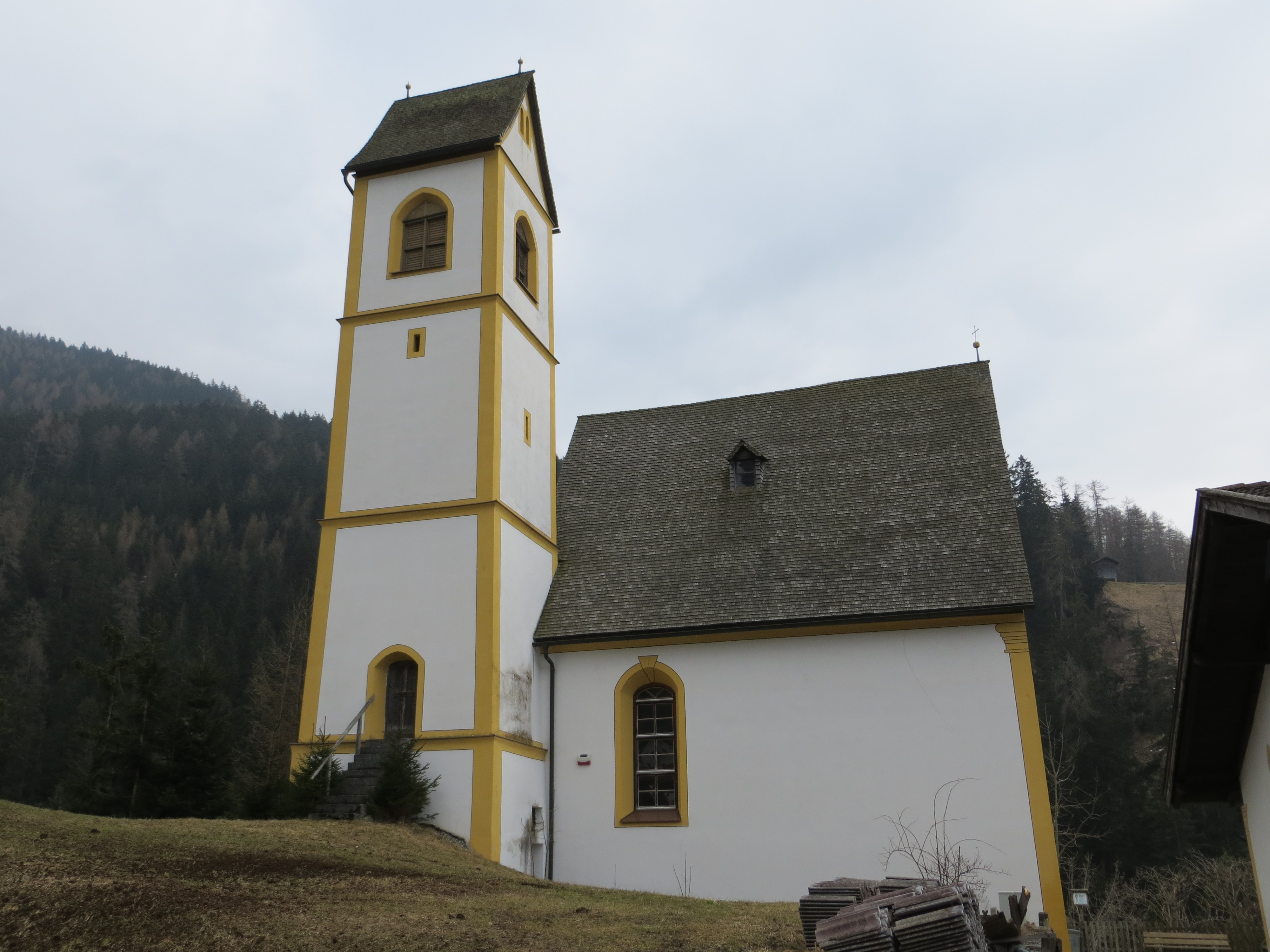
Kath. Filialkirche hl. Katharina bei der Burgruine Aufenstein

- Burgruine Aufenstein

## Politik
Die letzten Bürgermeisterwahlen fanden gleichzeitig mit den Gemeinderatswahlen im Jahr 2022 statt.

### Bürgermeister
Hubert Pixner wurde 2016 mit 689 Stimmen / 51,19 % zum Bürgermeister gewählt. Nach seinem Rücktritt im Oktober 2018 wählte Navis am 20. Jänner 2019 mit 608 Stimmen Lukas Peer zum neuen Bürgermeister. Bei der Wahl 2022 wurde Lukas Peer mit 57,01 % als Bürgermeister bestätigt.
| Partei                                                        | 2022    | 2022    | 2022                 | 2016    | 2016    | 2016                 | 2016      |
| Partei                                                        | Prozent | Stimmen | Sitze im Gemeinderat | Prozent | Stimmen | Sitze im Gemeinderat | Koppelung |
| ------------------------------------------------------------- | ------- | ------- | -------------------- | ------- | ------- | -------------------- | --------- |
| Team Bürgermeister Lukas Peer, Navis-Inser Dahoam (TEAM PEER) | 47,10   | 667     | 7                    |         |         |                      |           |
| „FAIR FÜR ALLE“ - Wolfgang Taxer (FAIR)                       | 29,24   | 414     | 4                    |         |         |                      |           |
| MITANOND in Navis mehr bewegen (MITANOND)                     | 9,89    | 140     | 1                    |         |         |                      |           |
| Wir für ein ehrliches Navis (EHRLICH)                         | 7,70    | 109     | 1                    |         |         |                      |           |
| FPÖ-Navis, Liste Jürgen TRAGLER (FP-NAVIS) 1)                 | 6,07    | 86      | 0                    | 8,93    | 123     | 1                    |           |
| Gemeinsam für Navis                                           |         |         |                      | 15,76   | 217     | 2                    | A         |
| Bürgermeisterliste – Hubert Pixner – BGM                      |         |         |                      | 33,19   | 457     | 5                    |           |
| Vereintes Navis / Lambert Geir                                |         |         |                      | 13,00   | 179     | 1                    |           |
| Navis – Inser Dahoam, Team Lukas Peer – Dahoam                |         |         |                      | 29,12   | 401     | 4                    | A         |

1) Die Partei trat 2016 unter dem Namen „FPÖ – Freiheitliche Liste Navis“ an.

### Wappen
Blasonierung: In Grün eine gestürzte goldene Spitze, darin ein schwarzgoldener Uhu.
Das Gemeindewappen wurde 1975 von der Landesregierung verliehen. Der Uhu ist dem Wappen der Auffenstein entnommen, die die Burg Auffenstein besaßen und die größten Grundherren im Navistal waren. Die gestürzte Spitze symbolisiert das als V-Tal ausgebildete Tal.

## Persönlichkeiten
- Jakob Halder (1923–1995), Politiker der ÖVP, Abgeordneter zum Nationalrat 1962–1979
- Franz Kolb (1886–1959), römisch-katholischer Geistlicher und Politiker
- Franz de Paula Penz (1707–1772), Pfarrer und Kirchenbaumeister
- Konrad Plautz (* 1964), Fußballschiedsrichter und Politiker
- Florian Glatzl (* 1993), Naturbahnrodler